# The Lucky Dog
The Lucky Dog är en amerikansk stumfilm från 1921 i regi av Jess Robbins. Denna film är första gången som komikerduon Helan och Halvan spelade mot varandra, dock inte som duo.

## Handling
Laurel spelar en fattig man som blir husse till en hund som han möter på gatan. Hardy spelar en skurk som försöker råna honom.

## Om filmen
I filmen medverkar Stan Laurel och Oliver Hardy som senare kom att bli kända som komikerduon Helan och Halvan, men som här inte uppträder som duo.
Det har funnits olika uppgifter om filmens produktionsår, men indikationer pekar på att filmen är inspelad 1920–1921.
Filmen har givits ut på DVD och Blu-ray.

## Rollista
- Stan Laurel – Ung man
- Florence Gilbert (ofta felaktigt Gillet) – Pudelägare
- Oliver Hardy – Maskerad bandit
- Jack Lloyd – Pudelägarens pojkvän, hyresvärdinna[1]